# Dendrophyllia paragracilis
Dendrophyllia paragracilis is een rifkoralensoort uit de familie van de Dendrophylliidae. De wetenschappelijke naam van de soort is voor het eerst geldig gepubliceerd in 2000 door Ogawa & Takahashi.